# 安息日会在中国

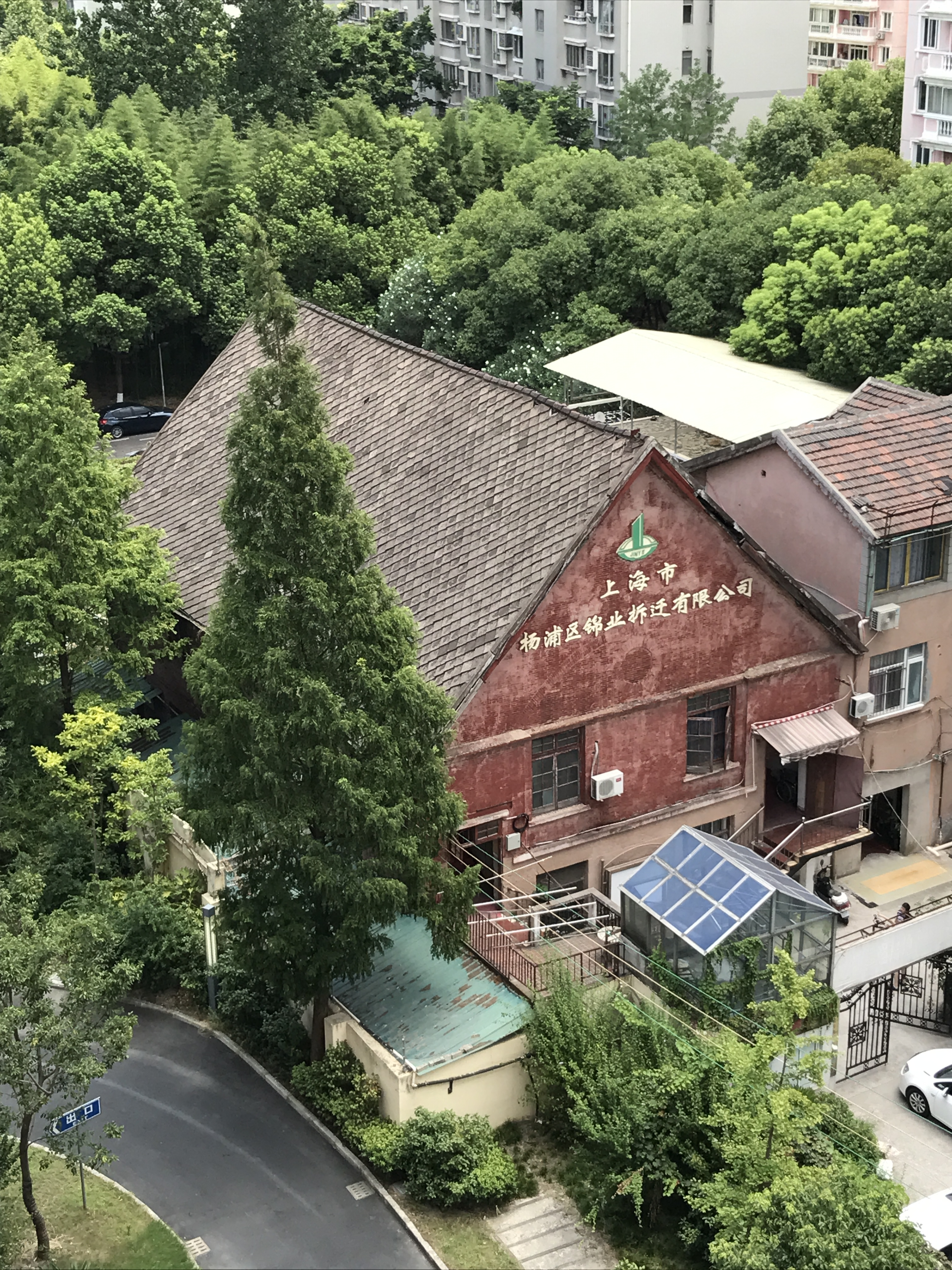
上海市杨浦区宁国路458弄51号，原基督复临安息日会中华总会所在地

基督复临安息日会于1902年派遣安德森牧师正式进入中国的广州，1905年进入河南郾城，以后陆续发展到各省。
1919年，安息日会在华传教士138人，在各省分布情况如下：
1. 江苏49人（其中上海43人）
2. 广东20人
3. 湖北汉口13人
4. 河南郾城10人
5. 福建10人
6. 四川8人
7. 山东6人
8. 东北6人
9. 直隶北京4人
10. 湖南4人
11. 广西4人
12. 浙江2人
13. 陕西2人

1919年安息日会在华受餐信徒11403人，在各省分布情况如下：
1. 河南418人
2. 福建340人
3. 江苏293人
4. 湖南262人
5. 陕西193人
6. 安徽113人
7. 浙江112人
8. 广东100人
9. 江西66人
10. 广西60人
11. 东北53人
12. 山东42人
13. 四川28人
14. 直隶6人

## 安息日会在中国(1949)
1934年，安息日会在中国有总堂20多个，243支堂，受餐信徒14546人，西教士215人，华传道659人。
至1949年，安息日会在中国拥有信徒21,168人，278个教堂，医院18间，教会小学127所，中学20所，大学1所（中华三育研究社），
中华总会：驻上海杨树浦宁国路

### 华中联合会
驻汉口法租界警世堂
总堂：河南郾城（现在河南省漯河市）：郾城卫生疗养院；湖北汉口：汉口法租界警世堂、武昌东湖武汉卫生疗养院、武昌后宰门堂；江西九江；

### 华南联合会
驻香港。
- 闽南区会：总堂1处（厦门）
- 闽北区会：总堂1处（福州）；堂会14个：其中福州4个：城内大根路福音堂、南公园敦仁里福音堂、西园、洪山桥；其他分布于长乐、闽侯、南平、古田、建瓯、福清、宁德、福鼎等市县
- 广州区会：总堂2处（广州、香港）；堂会：广州（东山堂、南关堂）广东卫生疗养院
- 广西南宁;

### 华北联合会
驻北平大方家胡同
总堂：北平、济南、张家口; 

### 西北联合会
驻兰州
总堂：兰州；西安

### 华西联合会
驻重庆。
总堂：重庆、成都（1916）、打箭炉（康定）; 
- 云南区会：昆明

### 华东联合会
驻上海愚园路
- 江浙区会：上海、杭州等总堂。1950年，安息日会在上海共有信徒2000人左右，开办6处礼拜场所，分别是：杨树浦宁国路486弄51号沪东教会（即中华总会，建于1909年）、武进路183号沪北教会（建于1916年）、南码头守安里23号浦东南码头教会（1940年）、常熟路165-175号沪中教会（1945年）、哈密路上海卫生疗养院沪西教会（1946年）、东大名路1107弄35号提篮桥教会（1950年），并设有宁国路时兆报馆和哈密路上海卫生疗养院。无锡学前街教堂
- 浙南区会：温州总堂（警世堂）
- 皖宁区会：总堂：句容桥头镇、南京、阜阳等；堂会：桥头中华三育研究社；南京高楼门堂、白下路堂

### 东北联合会
驻沈阳
- 奉天区会:沈阳北市教会
- 吉林区会
- 黑龙江区会

医院：上海卫生疗养院及分院；河南郾城疗养卫生院；南宁安息日会医院；惠州惠安医院；武昌东湖武汉疗养卫生院；广州东山广东卫生疗养院

## 安息日会在中国(2004)
虽然基督复临安息日会的先驱如威廉米勒尔们曾预言基督再来的日期，后来该教会已改正了这错误，不再预测基督复临的日期。这符合基督教协会和三自爱国运动委员会声称不提倡宗派、不能预言基督再来的日期的宗旨。

### 上海
- 沪东堂
- 沐恩堂（原属卫理公会背景，现为一堂多用）

### 辽宁
- 沈阳市大东区北关教会，见沈阳北关教会
- 沈阳市和平区皇寺广场北市教会
- 铁岭市岭东桑园岭教会
- 抚顺市演武教会
- 调兵山市和平路教会
- 本溪市转山路教会
- 鞍山四方台教会

### 吉林
- 范家屯基督教堂

### 河北
- 保定市建华南大街基督复临安息日会

### 江苏
- 南京市高楼门天城堂（一度设于南京圣保罗堂小堂）
- 南京市雨花台区晨光巷基督复临安息日会教堂
- 徐州市骆驼山安息日会教堂
- 南通市基督教堂基督复临安息日会（段家坝路53号）
- 无锡市基督复临安息日会

### 浙江
- 宁波市孝闻巷54号基督堂（原属圣公会背景）
- 温州永光基督教堂
- 温州山前街基督教堂
- 温州新桥站前路4号地2幢306室安息日会
- 温州城南堂

### 河南
- 安阳市冠带巷12号安息日会
- 漯河市安息日会
- 三门峡市区基督复临安息日教堂
- 郑州市金水区三全路安息日会
- 济源市沁园区东留村基督教堂
- 济源市玉泉区堰头村基督教堂
- 济源市531区基督教堂

### 福建
- 福州市城守前堂
- 泉州市承天巷福音堂
- 厦门霞溪堂：原在霞溪路24号，建于1930年，文革期间被占用，1990年归还教会，2007年迁址思明东路建新堂，坐位450个。
- 漳州市芗城区经历巷福音堂

### 甘肃
- 兰州正宁路45号

## 华安联合会
- 港澳区会：港安醫院
  - 澳門區會[2]：澳門教會、氹仔教會、蒙福教會、澳門三育中學[3]